# Deathstalker (film)
Deathstalker è un film di fantascienza del 1983, diretto da James Sbardellati. È il primo film della serie cinematografica Deathstalker che ha avuto tre sequel diretti da diversi registi.
Il film è stato voluto dal produttore Roger Corman, lo stesso produttore dei film Barbarian Queen e Barbarian Queen II. La pellicola ha avuto un successo modesto; è il primo film dell'attrice di Lana Clarkson, che diverrà una celebrità del genere.

## Trama
Il guerriero Deathstalker viene inviato in una missione per trovare un calice, un amuleto e una spada per sconfiggere il malvagio stregone Munkar.